# Jon Snow
Jon Snow là một nhân vật hư cấu trong bộ tiểu thuyết kỳ ảo A Song of Ice and Fire của tác giả người Mỹ George R. R. Martin và trong bộ phim truyền hình Game of Thrones, được thủ vai bởi diễn viên Kit Harington. Anh xuất hiện dưới vai trò là nhân vật trung tâm, số lượng chương truyện được kể dưới góc nhìn của Jon Snow nhiều thứ nhì trong xuyên 5 tập tiểu thuyết. Anh được coi là "hình tượng nhân vật xuất sắc nhất" của tác giả và được tạp chí The New York Times bình chọn là nhân vật nổi tiếng nhất bộ tiểu thuyết. Jon cũng là nhân vật chính trong bộ phim truyền hình nổi tiếng được làm theo tác phẩm, trong đó, câu truyện kể về anh trong tập cuối cùng của mùa thứ 5 (2015) đã nhận được phản ứng rất mạnh mẽ từ người xem. Những câu hỏi và giả thiết về cha mẹ của anh cũng đã trở thành một trong những chủ đề phổ biến nhất của fan bộ tiểu thuyết cũng như series phim truyền hình Game of Thrones.
Jon được xuất hiện lần đầu trong tập truyện A Game of Thrones, xuất bản năm 1996, trong đó anh là người con hoang của Ned Stark, vị lãnh chúa đáng kính của thành Winterfell, một thành trì cổ kính nằm ở phương Bắc trong vùng đất hư cấu Westeros. Nhận thấy thân phận của mình chỉ là một người con hoang, Jon đã gia nhập hội Tuần đêm, trở thành một trong những người canh gác cho vùng biên giới phía xa của phương Bắc trước sự xâm lăng của người man tộc sống bên kia Bức tường. Khi những người nhà Stark đang phải đối mặt với tai ương, Jon vẫn có trách nhiệm phải ởi lại cùng với hội Tuần đêm. Trong tập truyện A Clash of Kings (1998), anh đã tham gia vào một nhóm trinh sát để điều tra những mối nguy đang nổi lên từ những "Kẻ khác" ở phía bên kia Bức tường, đồng thời thâm nhập vào hàng ngũ của nhóm người man tộc. Jon dần nhận ra có một kế hoạch nhằm xâm chiếm Westeros trong tập A Storm of Swords (2000) và anh cũng bắt đầu một tình yêu đầu đời với cô gái man tộc hung hăng Ygritte. Anh sau đó đã phản bội những người man tộc - bao gồm cả Ygritte - khi ngăn chặn cuộc tấn công của họ nhằm vào Bức tường. Tuy nhiên, dù hội Tuần đêm chiến thắng, Jon vẫn phải trả một cái giá rất đắt. Sau trận chiến, anh trở thành Chỉ huy hội Tuần đêm và không được xuất hiện quá nhiều trong cuốn sách A Feast for Crows (2005). Jon quay trở lại và tiếp tục là nhân vật trung tâm trong tập A Dance with Dragons (2011), khi tham gia đàm phán việc thành lập một liên minh giữa hội Tuần đêm và những người man tộc. Tuy nhiên, những việc anh làm đã gây ra sự oán hận và hiềm khích trong hàng ngũ hội Tuần đêm và cuối cùng, anh đã bị một nhóm thuộc hạ sát hại.
Trong series phim truyền hình Game of Thrones của HBO, câu truyện của Jon cũng bám sát các tình tiết trong bộ tiểu thuyết. Tuy nhiên khi đến mùa thứ 6 và thứ 7, tiến độ làm phim đã bắt đầu vượt qua tiến độ viết truyện của tác giả, vì thế, các tình tiết mới đã được thêm vào dưới sự trợ giúp và cộng tác của nhà văn George R. R. Martin. Harington với vai diễn của mình đã được đề cử giải thưởng Primetime Emmy cho hạng mục Nam Diễn Viên Phụ trong phim truyền hình chính kịch xuất sắc nhất (Outstanding Supporting Actor in a Drama Series) vào năm 2016 và một lần nữa được đề cử giải thưởng Primetime Emmy cho hạng mục Nam Diễn Viên Chính trong phim truyền hình chính kịch xuất sắc nhất (Outstanding Lead Actor in a Drama Series) vào năm 2019. Anh cũng được đề cử 3 giải sao Thổ cho Nam diễn viên phụ phim truyền hình xuất sắc nhất vào các năm 2012, 2016 và 2017.

## Nhân vật

### Mô tả
Trong A Game of Thrones, Jon Snow được giới thiệu là người con hoang 14 tuổi của Eddard "Ned" Stark, Lãnh chúa thành Winterfell, và anh em cùng cha khác mẹ của Robb, Sansa, Arya, Bran và Rickon. Jon được miêu tả có vẻ ngoài rất giống người nhà Stark với một vóc dáng mảnh, mái tóc nâu đậm và đôi mắt xám. Jon có họ là "Snow" (được dùng cho những người con hoang sinh ra ở phương Bắc) và bị ghét bỏ bởi vợ của Ned, Catelyn, người luôn coi anh là một tội lỗi mà Ned đã gây ra. Jon bằng tuổi Robb và anh có mối quan hệ rất khăng khít với những người anh em của mình, đặc biệt là cô bé mạnh mẽ Arya (người có tính cách giống Jon và rất quý anh vì anh không coi cô bé là một người kỳ dị). Ned đối xử với Jon giống như mọi người con khác trong gia đình. Dù vậy, với thân phận là một người con hoang, Jon vẫn phải học cách để trở nên độc lập và chiến đấu bảo vệ chính bản thân mình. Jon rất thần tượng cha của mình, nhưng cậu cũng cảm thấy tổn thương khi Ned từ chối cho cậu biết về mẹ của mình. Vào lúc bắt đầu câu truyện, Jon đã nhận nuôi một con sói hoang bị bạch tạng và đặt tên là Ghost. Anh sau đó nhận ra rằng mình có thể "sống" bên trong con sói và tiếp nhận những kinh nghiệm từ góc nhìn của nó.
David Orr của tờ The New York Times mô tả Jon là "một nhân vật tốt bụng, phức tạp và đầy trăn trở". Ned Stark đã dạy tất cả những người con của mình về khả năng lãnh đạo, về lòng vị tha, về trách nhiệm và danh dự. Tiếp nhận những bài học của người cha, tuy nhiên Jon sau đó cũng phải gặp rất nhiều khó khăn khi phải đối mặt với trách nhiệm vừa phải là một người con của nhà Stark, vừa phải là một người anh em của hội Tuần đêm. Benioff và Weiss, nhà sản xuất của bộ phim cho biết "Jon Snow cố gắng để sống với danh dự, dù biết rằng cũng vì danh dự mà cả gia đình của anh đã gặp phải nguy hiểm." Laura Prudom, nhà báo của tạp chí Variety đã nói về tập phim "Battle of the Bastards" (Cuộc chiến của những tên con hoang) trong mùa 6 rằng Jon "cũng có điểm yếu giống như cha anh ta": "anh ấy chiến đấu với đối thủ một cách đầy danh dự dù biết đối thủ sẽ dùng chính điều đó để hại anh ta".
Jon là nhân vật trung tâm và câu truyện ban đầu đã được kể dưới góc nhìn của anh, anh cũng được coi là sáng tạo tốt nhất của Martin. Jon được giới thiệu là người con hoang của lãnh chúa phương Bắc, anh nhận ra mình chỉ là một người ngoài trong gia đình Stark và sau đó đã theo người chú đi về cực bắc để nhận vinh dự phục vụ cho hội Tuần đêm. Nhưng cũng giống như việc bị coi như là một kẻ thứ cấp trong gia đình Stark, tại đây Jon ban đầu đã bị những người trong hội Tuần đêm ghét bỏ và không muốn kết thân cùng. Jon cố gắng thích nghi và dần dần chứng tỏ mình là một người khôn ngoan, nhiệt huyết và có tài lãnh đạo. Trong các tập tiếp theo của bộ tiểu thuyết, lòng trung thành với hội Tuần đêm, với lời thề, với gia đình và cả với Westeros của Jon đã được thử thách khi anh phải tiếp nhận sứ mệnh trà trộn vào nhóm người man tộc ở phía bên kia Bức tường. Anh đã phải sống cùng những người man tộc, hiểu hơn về con người của họ và dần có được tình yêu với cô gái Ygritte. Dù vậy, anh vẫn buộc phải phản bội họ để bảo vệ Bức tường. Sau đó, khi trở thành Chỉ huy của hội Tuần đêm, anh đã thuyết phục những người man tộc để cùng thiết lập một liên mình.
Sau phần tiểu thuyết A Feast for Crows (Tiệc của bầy quạ) không được xuất hiện quá nhiều, đến năm 2011, tập tiếp theo của bộ tiểu thuyết với tiêu đề A Dance with Dragons (Vũ điệu của bầy rồng) đã đánh dấu sự trở lại của bộ ba nhân vật được yêu thích nhất bao gồm Jon, Daenerys Targaryen và Tyrion Lannister. Trong A Dance with Dragons, tài lãnh đạo của Jon tại hội Tuần đêm đã được thử thách bởi những khó khăn chưa từng thấy, bao gồm việc thành lập liên minh với man tộc, yêu cầu của Stannis Baratheon và cuộc chiến ngầm đang dần nhen nhóm trong chính nội bộ của hội Tuần đêm. Tờ The New York Times cho biết rằng "Tài lãnh đạo của Jon là niềm hy vọng lớn nhất của Westeros, và vì thế mà anh cũng thường xuyên phải đối mặt với hiểm nguy trong suốt tập A Dance With Dragons." James Hibberd của tờ Entertainment Weekly nói về chương cuối cùng về Jon trong A Dance with Dragons rằng "quả là một chương đầy sự khắc nghiệt cho những mong chờ của fan hâm mộ. Bạn đi từ niềm hy vọng cao ngút khi Jon nói về việc sẽ đòi lại món nợ từ tay tên ác quỷ Ramsay Bolton, rồi bạn lại chìm trong đáy sâu tuyệt vọng khi những người anh em của Jon phản bội lại với anh." Sự xuất hiện trở lại của Jon trong tập truyện sắp tới, The Winds of Winter (Cơn gió của mùa đông) vẫn chưa được chắc chắn.

### Thân phận của cha mẹ thật sự
Thân phận thực sự của người mẹ bí ẩn của Jon đã tạo ra rất nhiều suy đoán từ các fan hâm mộ, họ cho rằng có thể đây chính là bài thử của Martin dành cho Benioff và Weiss khi hai người tiếp cận ông vào tháng 3 năm 2006 để chuyển thể bộ tiểu thuyết thành series phim truyền hình. Trong tiểu thuyết, Martin đã đưa ra các ẩn ý rằng bà có thể là một người hầu tên là Wylla, hoặc cũng có thể là nữ quý tộc Ashara Dayne. Trong số rất nhiều giả thuyết từ fan hâm mộ, nổi lên một giả thuyết nổi tiếng nhất có tên "R+L=J", viết tắt của "Rhaegar + Lyanna = Jon" — cho rằng Jon hoàn toàn không phải là con của Ned, mà thực ra anh chính là con của Rhaegar Targaryen và người em gái Lyanna Stark của Ned.
Dù Jon được giới thiệu như là người con hoang của Ned Stark, nhà báo David Orr cũng đã từng nghi ngờ điều này và viết trên tờ The New York Times vào năm 2011 rằng "Jon Snow được cho là con hoang của lãnh chúa Stark, dù vậy ông ấy chưa chắc đã thật sự là cha đẻ của anh ta." Diễn viên Sean Bean, người vào vai Ned trong phim truyền hình Game of Thrones mùa đầu tiên của HBO đã nói trong một cuộc phỏng vấn vào năm 2014 về việc ông có trở lại trong một phân cảnh nào đó của quá khứ trong các mùa tiếp theo không rằng "Tôi vẫn còn vài công việc cần phải hoàn thành với bộ phim. Rõ ràng tôi không phải là cha của Jon. Điều đó chắc hẳn phải được tiết lộ vào một thời điểm nào đó phải không?" Những nghi ngờ ngày càng trở nên lớn hơn khi độc giả tìm thấy sự liên quan giữa câu chuyện về người mẹ của Jon với người em gái bí ẩn Lyanna của Ned.
Theo những gì mà Ned kể lại trong tập đầu tiên, A Game of Thrones, trong một sự kiện đấu thương nhiều năm trước khi các sự kiện trong tiểu thuyết được diễn ra, hoàng tử Rhaegar đã thể hiện một sự thiên vị khá rõ ràng với Lyanna ngay trước sự chứng kiến của những người xung quanh và cả của người vợ của anh, công chúa Elia Martell của xứ Dorne. Khi cả Rhaegar và Lyanna cùng mất tích vào một năm sau, cha của nàng là Rickard và người anh cả Brandon đã tìm gặp cha của Rhaegar, Vua Điên Aerys Targaryen, đòi con trai của ông ta phải trả lại Lyanna cho họ. Aerys ngay lập tức đã cho châm lửa giết chết Rickard và Brandon vì sự xấc láo, điều này đã dẫn đến việc Ned và người bạn Robert Baratheon, Lãnh chúa vùng Storm's End và là người được hứa hôn với Lyanna, vùng lên nổi loạn chống lại vua Aerys. Sau sự kiện được biết đến với cái tên Cuộc nổi loạn của Robert, Aerys đã bị đánh bại và hoàng tử Rhaegar cũng phải bỏ mạng trong một cuộc đấu tay đôi với Robert. Sau cuộc chiến đấu với ba Vệ vương bảo vệ tòa tháp Niềm vui tại xứ Dorne, Ned đã tìm thấy Lyanna, trên một "chiếc giường đầy máu". Cô ấy đã chết ngay sau khi bắt Ned phải hứa một điều gì đó. Khi cuộc chiến kết thúc, Ned trở về Winterfell với một người con hoang có tên là Jon.
Giả thuyết R+L=J cho rằng không phải là Rhaegar bắt cóc Lyanna, mà là họ đã yêu nhau và cùng chạy trốn. Sau một năm chung sống tại tòa tháp Niềm vui, họ đã có một đứa con, và đó chính là Jon. Rhaegar đã bỏ mạng trên chiến trường dưới tay của Robert, còn Lyanna cũng qua đời sau khi sinh ra đứa con. Ned sau đó đã mang theo đứa con của họ và nhận đó là con của mình để bảo vệ khỏi Robert, khi ông ta tuyên bố sẽ tiêu diệt mọi thành viên nhà Targaryen để trả thù cũng như để bảo vệ ngôi báu của mình.
Bộ phim Game of Thrones của HBO cũng đã mang tất cả những chi tiết ẩn của giả thuyết này vào trong các tình tiết. Trong tập cuối cùng của mùa 6, "The Winds of Winter" (Cơn gió của mùa đông), Bran Stark đã nhìn về quá khứ và trông thấy cảnh Ned tìm thấy Lyanna đang hấp hối bên trong tòa tháp Niềm vui. Lyanna đã bắt Ned phải hứa sẽ bảo vệ con trai của cô — Jon. Sau đó, một bảng thông tin đã được đăng lên trên trang web MakingGameofThrones.com quản lý bởi HBO, xác nhận rằng Rhaegar chính là cha đẻ của Jon. Trong tập phim "Eastwatch" của mùa 7, nhiều người cũng tìm ra hai chi tiết rất quan trọng. Một trong những con rồng của Daenerys Targaryen, có tên Drogon, đã tiếp cận với Jon một cách rất bình tĩnh và để cho vị Vua của phương Bắc chạm vào mình, điều này chứng tỏ con rồng này đã nhận ra anh là một người nhà Targaryen. Sau đó, Gilly đọc được từ trong một quyển sách tại thánh điện rằng một vị Giáo chủ tối cao đã hủy bỏ cuộc hôn nhân của Rhaegar và sau đó đã đính hôn vị hoàng tử với một người khác ở xứ Dorne, điều này đã thể hiện rằng Jon hoàn toàn có thể là một người con hợp pháp của Rhaegar và Lyanna. Tập cuối của mùa 7 "The Dragon and the Wolf" (Rồng và sói) đã xác nhận rằng Jon là con hợp pháp của Rhaegar và Lyanna, và tên thật của anh ta là Aegon Targaryen.

## Phiên bản phim truyền hình

### Tổng quan

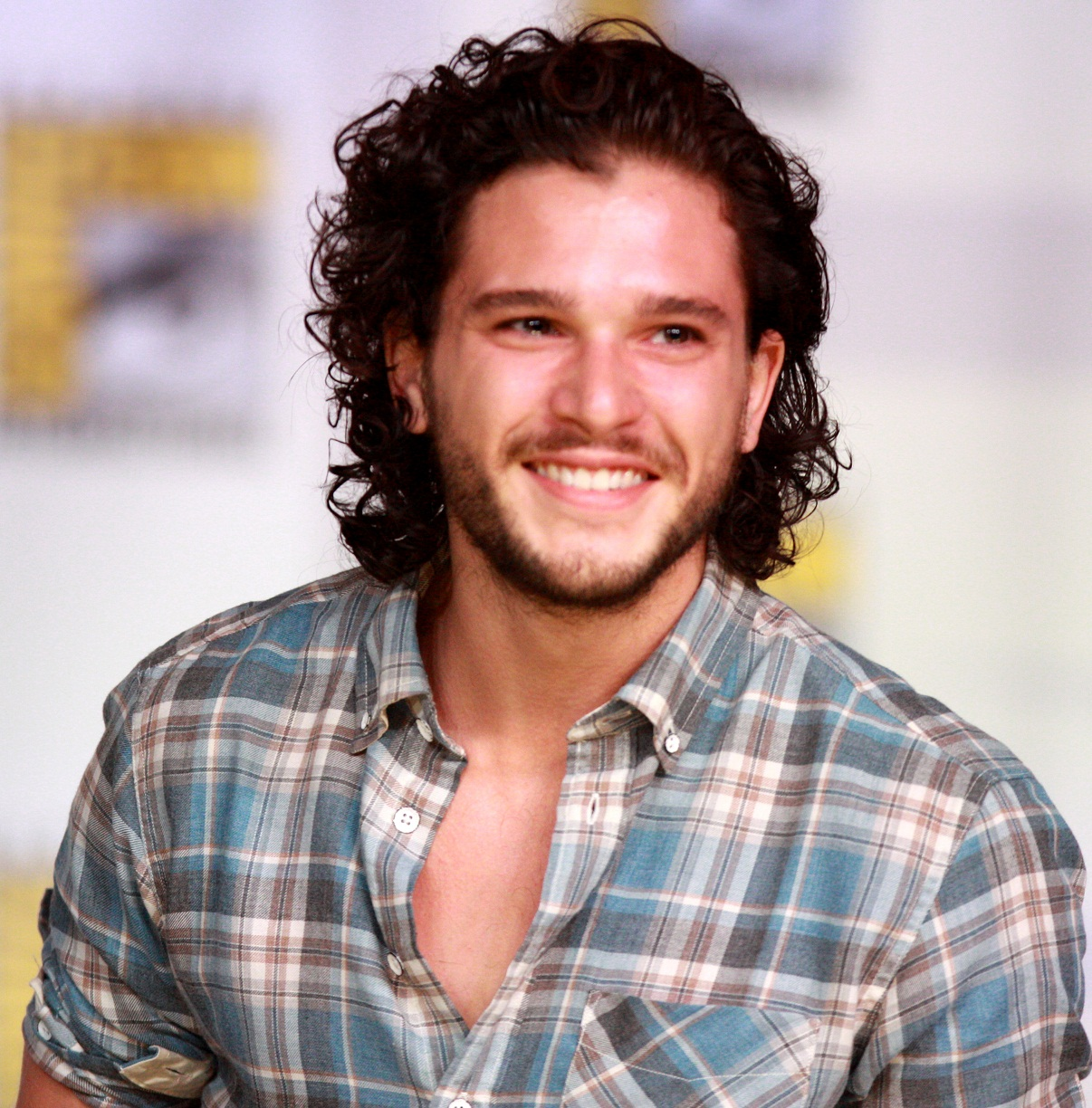
Kit Harington đóng vai Jon Snow.

Martin đã nói với tạp chí Rolling Stone vào năm 2014 rằng ban đầu, ông được đề nghị sẽ có một phiên bản truyền hình của tác phẩm A Song of Ice and Fire, tuy nhiên cốt truyện sẽ chỉ xoay quanh hai nhân vật quan trọng và nổi tiếng nhất trong bộ tiểu thuyết: Jon Snow và Daenerys Targaryen. Martin đã không hài lòng vì ông cho rằng như vậy là đã hy sinh quá nhiều tuyến nội dung của cả thế giới mà ông đã tạo nên. Khi tập đầu tiên của bộ phim truyền hình do HBO thực hiện được đưa vào sản xuất, Kit Harington đã được giới thiệu sẽ thủ vai nhân vật Jon Snow vào tháng 7 năm 2009. Alfie Allen và Iwan Rheon cũng đã tham gia thử vai cho vai diễn này, tuy nhiên sau đó họ đã được lựa chọn cho các vai khác là Theon Greyjoy và Ramsay Snow. Vào tháng 10 năm 2014, Harington và các diễn viên chủ chốt của bộ phim, những người trước đó đã ký hợp đồng thực hiện 6 mùa phim, đã tái thương lượng về bản hợp đồng của họ bao gồm thêm mùa thứ 7 với yêu cầu phải được tăng lương trong mùa 5, 6 và 7. The Hollywood Reportercho biết mức tăng này rất lớn, khiến cho dàn diễn viên chính của phim trở thành một trong "những diễn viên phim truyền hình được trả lương cao nhất". Deadline Hollywood đưa ra một con số "gần 300.000 đô la cho mỗi tập phim" cho mỗi diễn viên, và tờ The Hollywood Reporter viết vào tháng 6 năm 2016 rằng mỗi diễn viên được trả "trên 500.000 đô la cho mỗi tập" vào mùa 7 và có thể là cả mùa 8. Vào năm 2017, Harington trở thành một trong những diễn viên phim truyền hình được trả lương cao nhất với 2 triệu đô la cho mỗi tập phim.

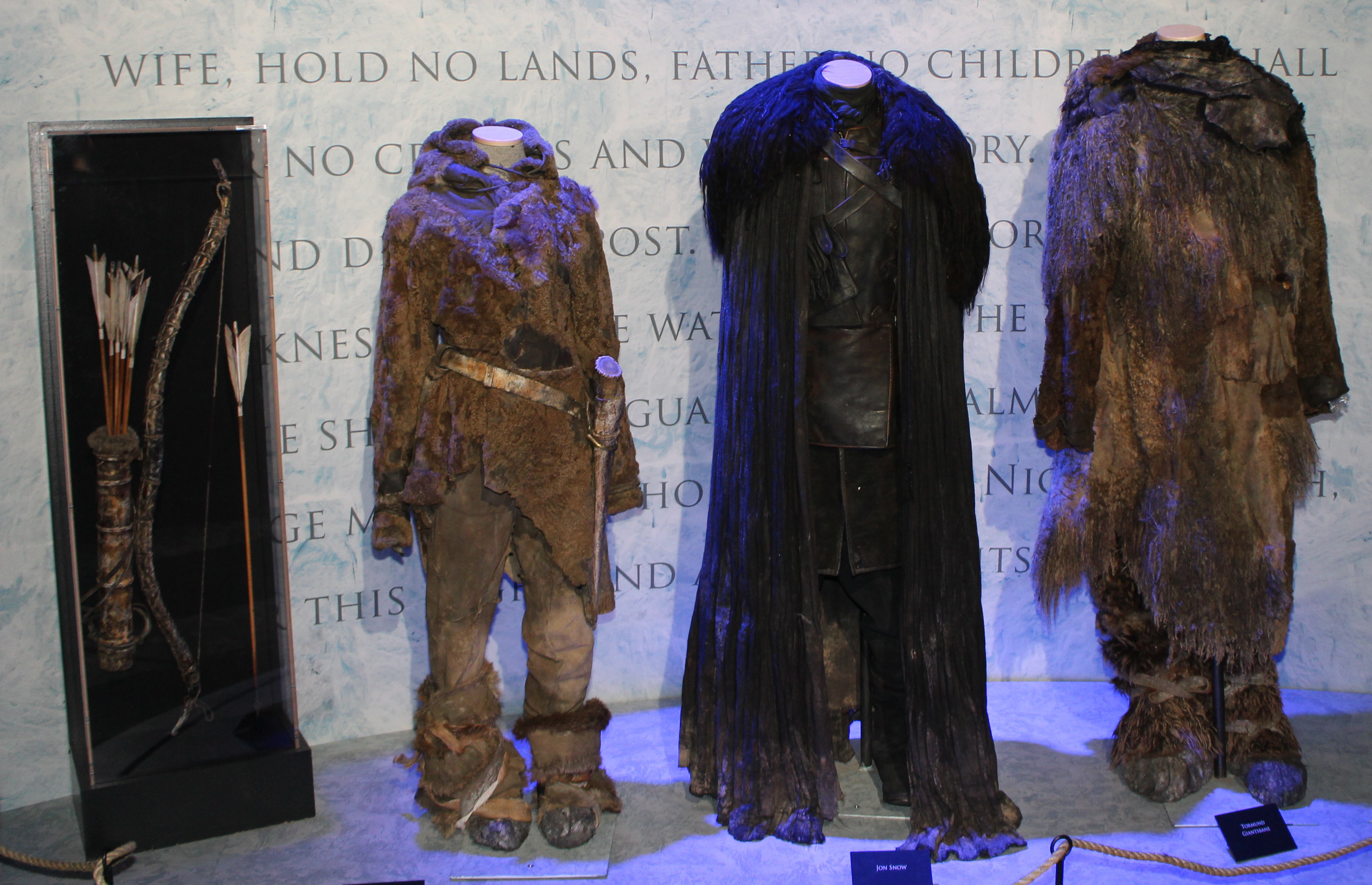
Trang phục của Ygritte, Jon Snow, và Tormund Giantsbane trong phim

Khi bộ phim được ra mắt, TV Guide đã gọi Harington là một "kẻ trộm trái tim đầy xúc cảm", nhân vật Jon mà anh thể hiện cũng được thần tượng bởi chính em gái của nam diễn viên này. Nhà sản xuất David Benioff và D. B. Weiss sau đó cho biết Jon "cố gắng để sống với danh dự, dù biết rằng lòng danh dự thường xuyên khiến những người trong gia đình anh gặp nguy hiểm". Họ giải thích rằng anh là một trong những nhân vật trong phim buộc phải "đối mặt với sự thật khó khăn về thế giới nơi họ đang sống, và phải thích nghi với những sự thật đó. Sự đấu tranh mà họ phải đương đầu chính là phải thích nghi trong thế giới này mà không đánh mất chính mình." Matt Fowler của tờ IGN đã viết vào năm 2013 rằng trong khi cốt truyện của Jon và Daenerys trong mùa 1 và mùa 2 "có vẻ rất rời rạc" với những tình tiết khác trong phim, nhưng đến mùa 3, câu chuyện về Jon đã trở nên gắn kết với toàn bộ cốt truyện chính. Fowler cũng cho biết câu chuyện tình yêu phá vỡ lời thề của Jon và Ygrette đã thêm vào rất nhiều sức nóng cho bộ phim. Vào tháng 5 năm 2015, tờ International Business Times gọi Jon "nhân vật nổi tiếng nhất" trong series phim.
Trong một cuộc phỏng vấn vào năm 2015, Benioff nói rằng: "Vấn đề của Jon đó là anh ấy không phải một chàng trai cẩn trọng. Đây là vấn đề của anh ta, và cũng chính là lý do vì sao chúng ta lại yêu mến anh ấy. Anh ấy là một người anh hùng, nhưng những người hùng vốn không hay thận trọng" Weiss thêm vào: "Vào cuối ngày, Jon sẽ là người con trai của cha, anh ấy là kiểu người trọng danh dự đến ngốc nghếch và sẽ luôn làm điều đúng đắn dù điều đúng đắn có thể khiến anh gặp nguy hiểm." Vào tháng 6 năm 2015, trong tập cuối mùa 5 của series Trò chơi Vương quyền, Jon đã bị đâm tới chết bởi Alliser Thorne và nhiều người lính khác trong hội Tuần đêm sau khi bị họ tố cáo là kẻ phản bội. Với việc trong cuốn sách A Dance with Dragons vào năm 2011 cũng đã đề cập về số phận của Jon là bị chết dưới tay thuộc hạ, Harington đã xác nhận rằng nhân vật của anh đã chính thức chết trong cuộc phỏng vấn với Entertainment Weekly, anh nói rằng "Họ nói với tôi rằng anh ấy đã chết. Tôi đã chết. Tôi sẽ không trở lại vào mùa tới." Anh nói thêm "Tôi rất thích việc họ cho cậu bé mồ côi Olly là người cuối cùng kết liễu tôi. Tôi cũng yêu cách câu truyện về nhân vật Thorne đã được xây dựng và kết nối." Benioff cũng nói về tập phim như sau:
Cái chết của Jon Snow rõ ràng là một sự kiện đáng chú ý. Đây là điều mà chúng tôi đã nghĩ tới từ rất lâu rồi, và việc Alliser giết anh ấy, nó giống như là, một kẻ xấu đã giết một người tốt. Nhưng khi Olly cầm thanh kiếm lên … Olly không phải là người xấu. Olly là một cậu bé đã phải đối mặt với quá nhiều thứ đáng sợ khi còn quá nhỏ, và cậu ta phải đưa ra một quyết định rất khó khăn và bạn hiểu điều đó... Đó là một trong những cuộc đấu tranh nội tâm đã khiến chúng ta phải lòng với cuốn sách và toàn bộ tiểu thuyết này, quả là thế phải không, nó không phải chỉ nói về việc cái thiện đấu tranh với cái ác, mà nó còn nói lên cuộc đấu tranh giữa cái tốt đẹp trong mỗi con người và cách họ nhìn thế giới khác biệt ra sao, trong trường hợp của Jon Snow, thật không may, cái kết lại không hề tốt đẹp.

Viết trên tờ The New York Times, Jeremy Egner đã gọi bi kịch của Jon là "cái chết đáng chú ý nhất trong bộ phim" kể từ khi Ned Stark bị chém đầu vào mùa 1. Một lượng lớn fan hâm mộ đã bày tỏ lòng thương tiếc về cái chết của Jon trên các phương tiện thông tin truyền thông xã hội, ngay lập tức, các nhà báo cũng liên tục đưa ra các giả thiết về việc nhân vật này có thể sẽ được hồi sinh. Nate Jones của trang Vulture.com viết:
Có thể dễ dàng nhận thấy rằng cái chết của [các nhân vật khác] đều có tác dụng mang đến những câu chuyện đầy màu sắc mới cho toàn series: Ned bị hành quyết đã khiến những đứa con của nhà Stark phải trôi dạt khắp thế gian khi không có ai tìm kiếm họ, cái chết của Robb đánh dấu một thời điểm mới khi tất cả đều hiểu rằng đây sẽ không phải là một show truyền hình có một cái kết 'hạnh phúc' theo kiểu truyền thống. Vậy việc vứt bỏ nhân vật Jon vĩnh viễn vào lúc này sẽ đem lại tác dụng gì cho câu chuyện của bộ phim chứ?

Vào tháng 7 năm 2015, Harington bị bắt gặp có mặt tại Belfast, địa điểm quay chính của mùa tiếp theo, nơi các diễn viên khác cũng đang có mặt đã khiến cho mọi người thêm tin rằng Jon sẽ trở lại trong mùa 6. Tuy vậy, tờ Vanity Fair cũng chỉ ra rằng vào năm ngoái Charles Dance cũng bị bắt gặp có mặt ở Belfast dù nhân vật Tywin Lannister của ông đã chết, và kết quả thì ông ta chỉ quay trở lại để đóng vai xác chết của mình khi bị phát hiện mà thôi. Sau đó, vào ngày 25 tháng 9 năm 2015, một bức ảnh đã được chụp cho thấy Harington có mặt tại phim trường ở Belfast trong một bộ trang phục mới hoàn toàn so với bộ trang phục của hội Tuần đêm anh mặc khi bị chết. Tiếp đó, một tờ áp phích được ra mắt vào tháng 11 năm 2015 quảng bá cho mùa 6 series Game of Thrones promotional cũng đã in hình Jon với vũng máu quanh anh.
Và cuối cùng điều tất cả mong chờ đã đến, Jon đã được phù thủy Melisandre hồi sinh trong tập "Home", tập phim thứ hai của mùa 6.[82][83] Dù điều này được coi là "một tình tiết có thể dự đoán được" của bộ phim, tay viết David Sims của tờ The Atlantic cũng rất ca ngợi việc cốt truyện đã được phát triển, ông gọi đó là "sự lựa chọn đúng đắn" cho hướng đi của toàn bộ series. Trong một cuộc phỏng vấn sau đó với Entertainment Weekly, Harington đã nói:
Tôi muốn được gửi lời xin lỗi vì đã nói dối. Tôi rất vui vì mọi người đều rất tức giận khi anh ấy chết. Tôi nghĩ nỗi sợ lớn nhất của mình đó là sẽ chẳng có ai thèm quan tâm tới Jon nữa... Nhưng có vẻ mọi người đều rất buồn vì điều đó, giống như tập phim Đám cưới đỏ vậy, thật sự rất buồn. Điều này chắc hẳn có nghĩa là tôi hoặc bộ phim đang làm rất tốt công việc của mình.

Joanna Robinson của tờ Vanity Fair khen ngợi rằng cái chết gây tranh cãi của Jon chính là lý do chính giúp số lượng người xem Game of Thrones' tăng thêm 25% vào mùa 6. Với những gì đã thể hiện trong mùa 6, Harington cũng đã được đề cử Giải Primetime Emmy đầu tiên trong sự nghiệp vào tháng 7 năm 2016.

### Cốt truyện

#### Mùa 1
Tập đầu tiên của bộ phim, A Game of Thrones, đã giới thiệu Jon là người con hoang của Ned Stark và việc anh ta sẽ gia nhập hội Tuần đêm. Anh sau đó đã đi đến Bức tường cùng với con sói Ghost của mình để rồi phải đối mặt với vô vàn những tai ương và đau thương. Được nuôi dạy trở thành một kiếm sĩ tài năng và luôn có niềm tin vào danh dự và công lý, Jon lúc đầu đã bị khinh thường bởi các anh em trong hội Tuần đêm, những người hầu hết đều có xuất thân thấp kém, là những tên tội phạm và những kẻ lưu vong không được huấn luyện. Trong tập phim "Lord Snow", anh đã được Tyrion Lannister thuyết phục rằng nên bỏ qua những định kiến để huấn luyện cho những người khác. Jon kết bạn với Samwell Tarly, một người có khả năng về trí tuệ hơn là chiến đấu. Jon đã có lời thề với hội nhưng anh đã rất thất vọng khi bị người Chỉ huy Jeor Mormont bắt làm phụ bếp thay vì là kỵ binh trong tập "You Win or You Die". Sam nói rằng anh nghĩ Jon sinh ra là để làm người lãnh đạo. Jon sau đó đã cứu Mormont trong một cuộc đấu ở tập "The Pointy End", và đến tập "Baelor", anh đã được ông ta tặng thanh kiếm Longclaw của tổ tiên nhà Mormont để cảm ơn. Jon biết về việc cha mình bị hành hình vì tội phản quốc trong tập phim "Fire and Blood", và dù rằng anh rất muốn rời Bức tường để giúp đỡ gia đình, ý thức về bổn phận và nghĩa vụ đã buộc anh phải ở lại.

#### Mùa 2
Trong mùa 2, Jon phải chứng kiến tên man tộc Craster, một kẻ lấy những người vợ chính là những đứa con của mình, đã hiến con trai mới sinh của hắn để biến thành Bóng Trắng trong tập "The Night Lands". Sau đó, trong một cuộc tuần tra được chỉ huy bởi kỵ sĩ Qhorin Halfhand, Jon đã được giao nhiệm vụ phải giết một người man tộc là nữ chiến binh Ygritte. Anh nhận ra rằng mình không thể làm điều này trong tập "The Old Gods and the New", vậy là cô ta trốn thoát và bắt anh đưa về doanh trại trong tập "The Prince of Winterfell". Qhorin liền yêu cầu Jon phải giả vờ trà trộn và gia nhập vào nhóm người man tộc để tìm hiểu kế hoạch của họ. Trong tập "Valar Morghulis", Qhorin bắt Jon phải chiến đấu và giết ông ta để có thể lấy được lòng tin từ nhóm người man tộc. Jon đã phải làm vậy, và anh được đưa tới gặp Mance Rayder, Vua Phía bên kia Bức tường của người man tộc.

#### Mùa 3
Trong mùa 3 của Game of Thrones, Jon cam kết sự trung thành của anh với Mance và tham gia chuyến đi cùng những người man tộc, anh nhận ra rằng họ đang đo kích cỡ của Bức tường và họ muốn vượt qua đó để đi tới Westeros. Những cảm xúc của Jon dành cho Ygritte dần nhiều hơn, và hai người đã quan hệ trong tập "Kissed by Fire". Khi Jon từ chối giết một người đàn ông vô tội để chứng tỏ lòng trung thành trong tập "The Rains of Castamere", những người man tộc đã tấn công anh nhưng Jon trốn thoát được. Đến tập "Mhysa", anh bị Ygritte bắt gặp, cô ta đã bắn 3 mũi tên về phía anh trước khi anh có thể trốn thoát một lần nữa và trở về với Thành trì Đen.

#### Mùa 4
Trong tập "Two Swords", Alliser Thorne và Janos Slynt đã yêu cầu hành quyết Jon vì đã quan hệ với người man tộc, nhưng Học giả Aemon đã bị thuyết phục bởi lòng trung thành của Jon với hội Tuần đêm và quyết định thả anh. Đến tập "First of His Name", Jon dẫn một đoàn kỵ sĩ tới nhà của Craster, nơi những kẻ phản bội và đã giết chết Chỉ huy Mormont đang trú ngụ. Sau khi đánh bại những kẻ phản bội ở đây, Jon gặp lại con sói Ghost của mình. Sau đó đến tập "The Watchers on the Wall", anh chàng người man tộc Tormund đã tấn công vào Thành trì Đen trong khi quân đội của Mance đang vây hãm Bức tường. Đoàn quân người man tộc đã bị đẩy lùi, còn Ygritte bị bắn tên và chết trong vòng tay của Jon. Trước khi Jon có thể thương thuyết hoặc giết Mance, đoàn quân của Stannis Baratheon đã đi đến và tấn công doanh trại của người man tộc, bắt được Mance làm tù binh trong tập cuối "The Children".

#### Mùa 5
Trong "The Wars to Come", Stannis đã yêu cầu Jon làm người trung gian cho ông ta với Mance, hy vọng rằng sẽ chiêu mộ được đoàn quân man tộc về dưới trướng của mình. Mance từ chối việc khuất phục trước Stannis, và vị vua man tộc đã bị hỏa thiêu bởi nữ tu đỏ Melisandre. Trước khi kịp bị thiêu cháy, Jon đã găm một mũi tên vào tim Mance để ông kịp chết trước khi cảm nhận được sự đau đớn. Trong tập "The House of Black and White", Stannis đề nghị trao cho Jon danh phận và đưa anh lên làm lãnh chúa Winterfell để đổi lấy sự giúp đỡ của anh. Jon sau đó đã được bầu để trở thành Chỉ huy mới của hội Tuần đêm. Anh có ý định cho những người man tộc được đi tới Westeros và cho họ sinh sống ở vùng đất sau Bức tường, điều này đã khiến những người theo phe của Thorne trong hội Tuần đêm nổi giận khi họ đã từng phải chịu nhiều tổn thương do người man tộc gây ra. Đến tập "Hardhome", Jon di chuyển bằng thuyền tới phía bên kia Bức tường để tìm kiếm và chiêu mộ ngôi làng của người dân man tộc, anh cần sự giúp đỡ của họ cho kế hoạch thành lập một liên minh giữa người man tộc và hội Tuần đêm để chống lại mối nguy đang lớn dần bởi bầy Bóng Trắng. Khi những người man tộc đang chuẩn bị lên thuyền để tiến về phía nam, một binh đoàn Bóng trắng xuất hiện, dẫn đầu bởi Vua Bóng đêm, đã tấn công ngôi làng. Jon giết được một Bóng Trắng bằng thanh kiếm Longclaw, anh nhận ra những vũ khi được làm từ thép Valyrian có thể tiêu diệt hoàn toàn bọn chúng. Jon và nhóm của mình phải rất khó khăn mới có thể thoát chết, với chỉ một nhóm nhỏ những người man tộc còn sống sót. Jon sau đó đã cho phép những người man tộc được đi qua Bức tường. Vừa trở lại về Thành trì Đen trong tập cuối "Mother's Mercy", Jon đã được gọi để nghe một tin tức về người chú Benjen của mình, nhưng hóa ra đó chỉ là một màn kịch để rồi anh đã bị đâm đến chết bởi Thorne và nhóm những kẻ phản bội của ông ta.

#### Mùa 6
Trong tập "The Red Woman", Davos Seaworth, Dolorous Edd và những người anh em khác trong hội Tuần đêm trung thành với Jon đã trấn thủ để bảo vệ xác chết của Jon ở trong phòng. Thorne cho người tấn công nhưng sau đó tất cả đã bị ngăn cản khi nhóm người man tộc của Tormund có mặt. Davos đã thuyết phục Melisandre hồi sinh lại Jon trong tập "Home", và dù rằng nỗ lực đầu tiên của bà ta không đem lại kết quả, Jon đột nhiên đã tỉnh dậy. Sau khi treo cổ Thorne, Olly, Bowen Marsh và Othell Yarwyck vì tội phản bội trong tập "Oathbreaker", Jon đã trao quyền chỉ huy hội Tuần đêm cho Edd và chuẩn bị rời Thành trì đen. Trong tập "Book of the Stranger", anh hội ngộ lại người em gái cùng cha khác mẹ Sansa Stark, người đã bỏ trốn khỏi tên chồng độc ác Ramsay Bolton và giờ đây đang muốn Jon giúp đỡ để chiến đấu chống lại nhà Bolton. Jon do dự nhưng sau đó anh nhận được một bức thư đe dọa từ Ramsay yêu cầu Sansa phải trở về, đồng thời Ramsay cũng tuyên bố rằng hắn đã giữ em trai Rickon của họ. Jon, Sansa, Davos, Tormund và Brienne xứ Tarth đã bắt đầu hành trình chiêu mộ thêm quân đội để trở về chiếm lại thành Winterfell và giải cứu Rickon khỏi tay Ramsay trong tập "The Broken Man", tuy nhiên dù rất cố gắng nhưng quân lực của họ cũng chỉ bằng một nửa so với nhà Bolton. Khi hai đoàn quân chạm trán nhau trong tập "Battle of the Bastards", Ramsay đã sát hại Rickon để khiến Jon tức giận, mất bình tĩnh và đưa ra quyết định sai lầm. Một trận chiến khốc liệt đã diễn ra, đội quân nhà Stark quá yếu thế và gần như cầm chắc thất bại cho đến khi đoàn Kỵ binh của xứ Vale của Nhà Arryn có mặt cùng với Sansa và Petyr Baelish, tấn công đội quân nhà Bolton từ bên ngoài. Jon đuổi theo Ramsay về đến Winterfell và đã đánh hắn gần chết, anh chỉ dừng tay trước khi kịp giết hắn khi nhìn thấy ánh mắt của Sansa. Sansa sau đó đã đến gặp Ramsay và để lũ chó của hắn ăn thịt chính chủ nhân của mình. Trong tập cuối của mùa phim, "The Winds of Winter", Bran Stark đã có năng lực thấu thị về quá khứ và nhìn thấy cảnh Ned gặp được người em gái Lyanna của mình trong Tòa tháp Niềm vui. Cô ta đã bắt Ned phải thề bảo vệ đứa con của mình là Jon. Cùng lúc đó, các lãnh chúa Phương Bắc đều nhất tề tôn Jon lên làm Vua của Phương Bắc.

#### Mùa 7
Trong khi đang cố gắng tăng cường lực lượng cho phương Bắc ở tập "Dragonstone", Jon thất vọng khi quyền lực của anh ta bị ảnh hưởng bởi Sansa, người không muốn anh mắc lại những sai lầm chết người Ned và Robb đã gây ra. Jon nhận được một thông điệp từ Cersei Lannister bắt anh ta phải trung thành với bà ta, nhưng anh bỏ qua. Trong tập "Stormborn", anh nhận được một lời mời tới Dragonstone từ Tyrion theo lệnh của Daenerys Targaryen. Sau đó, anh cũng nhận được một lá thư từ Sam rằng ở vùng đất bên dưới tòa thành cổ Targaryen có tích trữ một lượng lớn đá rồng có thể dùng để giết Bóng Trắng, vậy là Jon quyết định gặp Daenerys, để Sansa ở lại nắm quyền. Tại Dragonstone, anh từ chối việc về dưới trướng của Daenerys trong tập "The Queen's Justice", thay vào đó anh nhờ cô giúp đỡ để chiến đấu chống lại Bóng Trắng. Cô ta không đồng ý, nhưng vẫn cho phép Jon khai thác đá rồng. Tới tập "Eastwatch", Daenerys ngạc nhiên khi thấy con rồng Drogon của mình tiếp cận Jon và cho phép vị Vua của Phương Bắc chạm vào nó. Tất cả mọi người sau đó đã tìm cách để thuyết phục Cersei rằng kẻ thù thực sự của tất cả là đội quân chết, Jon đã dẫn một đoàn thành viên tới phía Bắc Bức tường để bắt sống một tên Bóng Trắng và mang đến Vương đô. Họ đã làm được điều này trong tập "Beyond the Wall", nhưng rồi bị bao vây bởi một đội quân của Vua Bóng đêm. Daenerys bất ngờ xuất hiện với ba con rồng của mình, tuy nhiên Vua Bóng đêm đã biết trước và hắn ta đã ném một mũi lao kết liễu một con rồng, khiến Daenerys bất ngờ và phải đưa những người trong đoàn trốn thoát mà không có Jon. Jon sau đó đã được cứu sống nhờ sự xuất hiện của người chú Benjen, ông sau đó đã ở lại liều chết để Jon quay trở về Bức tường. Daenerys sau khi nhìn thấy tất cả đã thề sẽ cùng chiến đấu chống lại Bóng Trắng cùng Jon, và anh cũng đồng ý thề trung thành và coi cô là Nữ hoàng. Trong tập "The Dragon and the Wolf", cả hai đã thỏa thuận được một đề nghị ngừng chiến với Cersei, bà ta cũng đồng ý sẽ điều quân để giúp họ chống lại lực lượng của Vua Bóng đêm. Bran sau đó đã biết được sự thật Jon tên thật là Aegon Targaryen, anh là con trai chính thức và và là người nối dõi của Rhaegar Targaryen và Lyanna Stark. Trong lúc đó, Jon và Daenerys đã không cưỡng lại sự hấp dẫn của đối phương và cùng nhau làm tình, không biết được sự thật rằng họ có chung một dòng máu.

#### Mùa 8
Trong tập phim "Winterfel", Jon tái ngộ với Bran và Arya khi biết được tin Tường Thành đã bị bọn Bóng Trắng phá vỡ. Mặc dù họ đã sẵn sàng chiến đấu để bảo vệ Winterfell, Sansa và nhiều lãnh chúa phương Bắc tỏ ra không hài lòng khi Jon quy phục Daenerys, riêng Sansa thì cho rằng Jon yêu Daenerys. Mối quan hệ giữa Jon với Daenerys tiếp tục được phát triển và anh cưỡi một trong những con rồng của cô, Rhaegal. Samwell, người đã rời Oldtown để đến Winterfell, tiết lộ với Jon sự thật về danh tính của anh rằng anh chính là Aegon Targaryen. Jon nói điều này với Daenerys trong hầm mộ trước khi quân Bóng Trắng kéo đến Winterfell trong tập "A Knight of the Seven Kingdoms". Jon sống sót qua trận chiến ác liệt với phe Bóng Trắng trong tập "Long Night" và nhận được lời khen ngợi từ mọi người. Điều này làm phiền Daenerys, cô lo sợ người dân Westeros sẽ thích Jon hơn cô trong vai trò là người thừa kế của Ngai Sắt.
Trong "The Last of the Starks", Jon cam đoan với Daenrys rằng anh không muốn tự mình chiếm lấy Ngai Sắt nhưng từ chối giữ bí mật danh tính và dòng dõi thực sự của mình với gia đình. Anh tiết lộ sự thật với Sansa và Arya, người trước đây đã xem Jon là một sự thay thế thích hợp hơn Daenerys cho Ngai Sắt và nói điều này với Tyrion. Tyrion thông báo cho Varys, người đã cố gắng thuyết phục Jon chiếm lấy Ngai Sắt trong tập " The Bells ". Trong khi Jon từ chối phản bội Daenerys, niềm tin của anh vào cô bắt đầu dao động khi cô phá hủy Vương Đô mặc dù thành phố đã đầu hàng, thiêu sống những người lính còn sống và cả những người dân vô tội. Trong tập cuối cùng của series" The Iron Throne", sau khi gặp Tyrion - đang bị giam cầm và chờ bị xử tử, Jon đã giết Daenerys trong vòng tay của anh sau khi chấp nhận sự thật rằng cô ấy đã hóa điên với những lý tưởng của mình. Trong cảnh cuối cùng của loạt phim, Jon được thấy đang rời đi cùng Tormund và Dân du mục về phía bắc để bắt đầu một cuộc sống mới bên ngoài Tường Thành, với con sói của anh là Bóng Ma đang dẫn đường.

### Giải thưởng và những sự ghi nhận
Harington đã được đề cử một giải Primetime Emmy cho hạng mục Nam diễn viên phụ Phim truyền hình Xuất sắc nhất cho vai diễn Jon Snow vào năm 2016. Anh nói rằng: "Không hề nói quá chút nào khi tôi nói rằng tôi đang tê cứng... Được ghi nhận cho những gì mà tôi đã làm với Game of Thrones như vậy quả là một khoảnh khắc đầy cảm xúc với chính tôi. Tôi không thể nào biết ơn các bạn hơn được nữa." Harington cũng được đề cử Giải Sao Thổ cho Diễn viên phụ Phim truyền hình Xuất sắc nhất vào các năm 2012, 2016 và 2017. Những đề cử khác dành cho anh còn có Giải Nhộng Vàng cho Nam diễn viên Phim truyền hình xuất sắc nhất vào năm 2012, Giải thưởng Young Hollywood dành cho Diễn viên của năm vào năm 2013, và Giải thưởng Phim truyền hình của các Nhà phê bình cho danh hiệu Nam diễn viên phụ Phim truyền hình được các Nhà phê bình bình chọn vào năm 2016. IGN cũng đề cử Jon Snow cho danh hiệu Anh hùng trong Phim truyền hình Xuất sắc nhất vào năm 2011.